# Sormás
Sormás là một thị trấn thuộc hạt Zala, Hungary. Thị trấn này có diện tích 16,37 km², dân số năm 2010 là 887 người, mật độ 54 người/km².